# Ермолкин, Виктор Иванович
Виктор Иванович Ермолкин (31 августа 1934 — 17 декабря 2022) — учёный-геолог в области геологии и геохимии нефти и газа, лауреат премии имени И. М. Губкина (2016).

## Биография
Родился 31 августа 1934 года в городе Темиртау (сейчас это — Казахстан).
В 1957 году — окончил Московский нефтяной институт имени Губкина, и остался там работать, пройдя путь от младшего научного сотрудника до профессора кафедры теоретических основ поисков и разведки нефти и газа (с 1982 года по настоящее время)
В 1966 году — защитил кандидатскую диссертацию, тема: «Сравнительный анализ регионального нефтегазонакопления в мезозойских отложениях Ближнего Востока и Средней Азии».
С 1967 по 1970 годы — заведовал кафедрой «Геологии нефти и газа» и читал лекции на французском языке в Алжирском национальном институте нефти и газа, и его руководством был осуществлен первый выпуск инженеров-геологов по специальности «Геология нефти и газа».
В 1982 году — защитил докторскую диссертацию, тема: «Зональность регионального нефтегазонакопления в осадочном чехле платформенных территорий».
Являлся научным руководителем геолого-геохимической лаборатории (1970—2012), заместителем заведующего кафедрой теоретических основ поисков и разведки нефти и газа (1990—2014).
Скончался 17 декабря 2022 года.

## Научная и общественная деятельность
Крупный ученый с мировым именем в области геологии и геохимии нефти и газа, ведущий профессор университета.
Вел исследования по выявлению генетических связей и закономерностей формирования и размещения скоплений нефти и газа в земной коре. Результаты этих изысканий в европейском регионе, севера Африки и Ближнего Востока опубликованы в научных изданиях как России так и за рубежом.
Под его научным руководством была разработана принципиальная модель генетической фазовой зональности углеводородов в земной коре и на этой основе создана методика раздельного прогнозирования поисков залежей нефти, газа и газоконденсата.
Читает курсы лекций: «Геология и геохимия нефти и газа», «Теоретические основы поисков и разведки нефти и газа», «Нефтегазоносные провинции зарубежных стран», «Фазовая зональность углеводородов в земной коре и методы раздельного прогноза поисков нефти, газа и газоконденсата».
Автор 7 учебников, 6 монографий, более 170 научных работ.
Под его руководством подготовлены сотни инженеров-геологов, защищено 23 кандидатские и 5 докторских диссертаций.
Член диссертационных советов по защите докторских диссертаций в РГУ нефти и газа имени И. М. Губкина и МГУ.
Вел общественную работу в институте: секретарь комитета ВЛКСМ института, первый секретарь Ленинского и Октябрьского РК ВЛКСМ Москвы, работал ответственным организатором отдела комсомольских органов ЦК ВЛКСМ (1957—1962), избирался заместителем и секретарем партийного комитета института им. И. М. Губкина (1973—1980).

## Награды
- Премия имени И. М. Губкина (совместно с В. Ю. Керимовым, за 2016 год) — за учебник «Геология и геохимия нефти и газа»
- Орден Трудового Красного Знамени
- Заслуженный геолог Российской Федерации
- две медали Медаль «В ознаменование 100-летия со дня рождения Владимира Ильича Ленина»
- Медаль «В память 850-летия Москвы» (1997)
- Почётный работник высшего профессионального образования Российской Федерации
- заслуженный деятель науки и техники Туркмении
- Медаль РГУ нефти и газа имени И. М. Губкина «За заслуги перед Университетом»
- Почётный знак Российской академии естественных наук «За заслуги в развитии науки и экономики России»
- Почётный работник газовой промышленности
- Почётный нефтяник